# Libra Scale
Libra Scale es el cuarto álbum de estudio del cantante y compositor Ne-Yo. Fue lanzado el 27 de octubre de 2010 en Japón, seguido de un lanzamiento en el Reino Unido el 29 de octubre, así como un lanzamiento en América del Norte el 22 de noviembre de 2010 por Def Jam. El álbum está precedido por tres singles: su primer sencillo Europop orientado, y el Reino Unido-un número hit "Beautiful Monster", así como el R & B singles "Champagne Life" y "One in a Million". Tras su lanzamiento, Libra Scale ha recibido críticas favorables por parte de la mayoría de los críticos de música, el álbum abrió en el número 9 en el Billboard 200 EE. UU., vendiendo 112.000 copias en su primera semana de ventas, convirtiéndose en su cuarto álbum consecutivo de top-ten en los Estados Unidos. Actualmente posee un 73 sobre 100 en Metacritic, que indica "críticas generalmente favorables", basadas en catorce opiniones, [1] y ha logrado tres singles que han alcanzado el éxito en las listas Billboard moderada.

## Lista de canciones
| N.º | Título                            | Escritor(es)                                                | Productor(es)                   | Duración |  |
| 1.  | «Champagne Life»                  | Shaffer Smith, David Gough                                  | D. DoRohn Gough                 | 5:23     |  |
| 2.  | «Makin' a Movie»                  | Smith, Derrick White                                        | D. White                        | 3:52     |  |
| 3.  | «Know Your Name»                  | Rochad Holiday, Sixx Johnson, Smith, Curtis Wilson          | The NeXmen, Hollywood Hot Sauce | 4:07     |  |
| 4.  | «Telekinesis»                     | Anthony Reyes, Jesse Wilson, Smith                          | Jesse "Corparal" Wilson         | 4:22     |  |
| 5.  | «Crazy Love» (featuring Fabolous) | Ryan Leslie, Smith, John Jackson                            | Ryan Leslie                     | 3:50     |  |
| 6.  | «One in a Million»                | Charles Harmon, Smith                                       | Chuck Harmony                   | 4:03     |  |
| 7.  | «Genuine Only»                    | Reginald Perry, Samuel Jean, Smith                          | Syience                         | 3:56     |  |
| 8.  | «Cause I Said So»                 | Joel Augustin, Smith, Alain Biamby                          | JackPot                         | 3:49     |  |
| 9.  | «Beautiful Monster»               | Smith, Mikkel S. Eriksen, Tor Erik Hermansen, Sandy Wilhelm | StarGate, Sandy Vee             | 4:11     |  |
| 10. | «What Have I Done?»               | David Gough, Smith                                          | D. DoRohn Gough                 | 3:51     |  |

| Japan bonus track |                                       |              |             |          |  |
| N.º               | Título                                | Escritor(es) | Producer(s) | Duración |  |
| 11.               | «Beautiful Monster» (Tony Moran Edit) |              |             | 4:33     |  |

| Deluxe edition bonus DVD |                             |          |  |
| N.º                      | Título                      | Duración |  |
| 1.                       | «Life on the Libra Scale»   | 9:38     |  |
| 2.                       | «Libra Scale (tráiler)»     | 1:54     |  |
| 3.                       | «Beautiful Monster (video)» | 8:09     |  |
| 4.                       | «Champagne Life (video)»    | 8:10     |  |
| 5.                       | «One in a Million (video)»  | 9:38     |  |